# Aplidium fluorescum
Aplidium fluorescum är en sjöpungsart som beskrevs av Kott 1992. Aplidium fluorescum ingår i släktet Aplidium och familjen klumpsjöpungar. Inga underarter finns listade i Catalogue of Life.